# ایملچول
ایملچول (به لاتین: Imelchol Village) یک منطقهٔ مسکونی در پالائو است که در پلیلیو واقع شده‌است.